# 潘麗莉
潘麗莉（1950年—2012年8月20日），巴宰族，民謠歌手，以專輯《大地之愛》獲唱片金鼎獎。

## 生平
潘麗莉為埔里鎮人，家中排第二。父親為爵士樂隊成員潘克成，為從埔里北上台北發展的巴宰族人。
潘麗莉在讀中山女高時，就和妹妹潘麗娜組成二重唱，以她擅長的吉他自彈自唱，而在各大校園小有名氣。高中畢業後，潘麗莉在西餐廳及夜總會駐唱，因此認識了許多外籍語文教師，開啟她學習各國民謠的興趣。潘麗欣賞娜娜·穆斯库莉，認同她獨特的民謠歌路、遊走古典與現代之間的詮釋。
臺灣市場於1975年引進綿羊油，就由潘麗莉為蘭麗綿羊油唱廣告曲。1978年，潘麗莉以民歌〈偶然〉走紅於校園。次年，民間有聲出版社發售潘麗莉專輯，有〈何年何日再相逢〉、〈別〉、〈江南戀〉、〈拉莎莎揚〉、〈補破網〉、〈搖囝仔歌〉、〈激流〉、〈雨不灑花花不紅〉、〈在美麗的月光下〉、〈花戒指〉、〈百靈鳥，妳這美妙的歌手〉等國、台、德、法、義語歌曲。
1980年末，潘麗莉加入新格唱片。1989年，潘麗莉推出民謠專輯《大地之愛1》、《大地之愛2》。1990年1月11日，國立國父紀念館舉行金鼎獎典禮，潘麗莉以此專輯系列獲演唱獎。該年她再推出《大地之愛3》，收入她重新編曲的〈花戒指〉、及《我愛紅娘》片頭曲〈天涯成眷屬〉等。其中以改編自韓國民謠〈花戒指〉為她最知名的作品。
2009年底，潘麗莉發現罹患肺腺癌，之後就在馬偕醫院化療，於2012年8月20日病逝，享壽62歲。